# Fish (film)
Fish è un cortometraggio muto del 1916 diretto, prodotto e interpretato da Bert Williams, famoso entertainer del vaudeville e del teatro leggero americano.
Fu uno dei due film che Williams diresse nella sua carriera, ambedue prodotti nel 1916 dalla Biograph (il primo era stato il cortometraggio A Natural Born Gambler). Con l'affidargli anche la produzione, al regista, un afro-americano, venne data piena libertà di gestione delle pellicole: fu la prima volta che una compagnia mainstream adottò questa politica, in un periodo dove i neri difficilmente riuscivano persino ad apparire sullo schermo, interpretati quasi sempre da attori bianchi dipinti in blackface.

## Produzione
Il film fu prodotto da Bert Williams per la Biograph Company.

## Distribuzione
Il film - un cortometraggio in una bobina - uscì nelle sale cinematografiche statunitensi il 20 novembre 1916, distribuito dalla General Film Company.